# 12″ морское орудие Mark X
12-дюймовая морская пушка Mk X — английское корабельное орудие калибра 12 дюймов (304,8 мм). Орудие было разработано в 1905 году фирмой «Виккерс». Орудиями типа Mark X вооружались броненосцы типа «Лорд Нельсон», линкоры типов «Дредноут» и «Беллерофон», а также линейные крейсера типов «Инвинсибл» и «Индефатигейбл».

## Конструкция орудия
Канал ствола орудия имел длину 45 калибров (от затвора до дульного среза) или 13720 мм. Вес снарядов — 385,6 кг, вес заряда 95,7 кг (71,8 кг облегчённый, 117 кг усиленный). Бронепробиваемость с 1000 ярдов — более 795 мм. Максимальный угол вертикального наведения — 13,5°.